# Janny Sikazwe
Janny Sikazwe (Kapiri Mposhi, Zàmbia, 26 de maig de 1979) és un àrbitre de futbol zambià que pertany a la CAF, adscrit al comitè zambià. És internacional FIFA des del 2007.

## Trajectòria[1]
Sikazwe arbitra partits de la lliga zambiana. El 2007 va esdevenir membre de la FIFA i de la CAF. Ha arbitrat partits del Campionat Africà de Nacions, de la Copa d'Àfrica de Nacions (2012, 2013, 2015 i 2017), de la Copa del Món sub17 (2015), de la Copa del Món sub20 (2017), del Campionat del Món de Clubs (2016) i de la Copa del Món (2018).